# BookTok
BookTok est une sous-communauté de l'application TikTok, centrée sur les livres et la littérature. Les créateurs réalisent des vidéos dans lesquelles ils échangent au sujet de leurs lectures. Le genre des livres varie, mais l'intérêt des créateurs se porte plutôt sur la fiction et les livres fantastiques pour jeunes adultes ainsi que la littérature romantique. Des membres de la communauté se spécialisent sur la littérature LGBT, ainsi que des livres écrits par des personnes de couleur. La communauté a un impact sur l'industrie de l'édition et les ventes de livres depuis l'émergence de la tendance.

## Émergence de la tendance
BookTok est né par la jonction de la lecture et de TikTok. En effet, la pandémie de la COVID-19 a pu créer un besoin de contenu constamment renouvelé et un divertissement continuel. La consommation de culture virtuelle a fait émerger de nouvelles plateformes, comme TikTok, où des sous-cultures ont pu s’y créer et prendre de l’essor. L'algorithme très puissant de TikTok et les tendances audiovisuelles en évolution ont permis à une grande population de jeunes adultes de se regrouper autour d’un intérêt, soit la lecture. La fonction de la « For You Page » a pu présenter à un public du contenu sur de nouveaux auteurs et autrices, des œuvres variées, des genres moins connus ainsi des maisons d’éditions inconnues.
Cette tendance émerge en 2019 avec les bookstagram, ces critiques de livres sur Instagram, avant que le phénomène BookTok n'explose véritablement en 2020. Les vidéos avec le hashtag dépassent les 110 milliards de vues sur l’application. Cependant, c’est en librairie que l’impact est le plus visible. Certains livres, ayant reçu de bonnes critiques sur Tik Tok, sont soudainement mis en avant dans les rayons. Le BookTok devient ainsi une opération gagnant-gagnant pour tous : influenceurs littéraires, éditeurs, auteurs, libraires et TikTok.
Depuis la prise d’ampleur de BookTok, les best-sellers ont été grandement modifiés, avec un public plus jeune en montée d’intérêt. Ainsi, les pratiques littéraires ont dû s’adapter à ce nouveau phénomène qui met en contact direct les auteurs, autrices, et les lecteurs. On assiste aussi au phénomène de club de lecture virtuel avec la section « Commentaires » de TikTok. Les recommandations et revues de livres peuvent être discutées et remises en question par les utilisateurs de la plateforme, qui peuvent comparer une grande quantité de contenu littéraire avec un accès grandissant à l’information en termes de littérature. C’est ainsi une nouvelle communauté littéraire qui apparaît sur le cyberespace.
| Livres les plus populaires     | Auteurs             | Date de publication |
| ------------------------------ | ------------------- | ------------------- |
| Les Sept Maris d'Evelyn Hugo   | Taylor Jenkins Reid | 2017                |
| Un palais d'épines et de roses | Sarah J. Maas       | 2015                |
| You and Me on Vacation         | Emily Henry         | 2021                |
| Jamais plus                    | Colleen Hoover      | 2016                |
| Six of Crows                   | Leigh Bardugo       | 2015                |
| Le Prince cruel                | Holly Black         | 2018                |
| Red Queen                      | Victoria Aveyard    | 2015                |
| La Bibliothèque de Minuit      | Matt Haig           | 2020                |
| The Hating Game                | Sally Thorne        | 2016                |
| Meurtre mode d'emploi          | Holly Jackson       | 2019                |
| Fourth Wing                    | Rebecca Yarros      | 2023                |

Une communauté québécoise, nommée BookTok Québec, regroupe une majorité de francophones et permet l'échange sur les ouvrages québécois.

## Nouvelle forme de lecture
Contredisant la représentation des jeunes qui ne lisent plus à cause des écrans, ce phénomène prouve qu'ils peuvent avoir une influence sur les lectures, qu’elles soient sur numériques ou papiers. En effet, il est maintenant possible de lire sur des e-book, liseuses, applications mobiles ou sites web comme Wattpad, Webtoon, Delitoon, Webtoon Factory, Allskreen, Verytoon et bien d'autres,.

## Apparition de nouveaux genres littéraires
Grâce à la visibilité accrue de cette sous-communauté, de nouveaux genres littéraires ont émergé  et ont alors commencé à se distinguer devenant, aujourd'hui, uniques et indépendants.
Bien que les genres littéraires varient, l'intérêt des créateurs de contenus les plus populaires se concentre principalement sur les fictions et les romans. Effectivement, déjà connus et prisés avant l’arrivée de BookTok, les livres de Romance sont les plus mis en avant grâce à leurs nouveaux, et très divers, sous-genres: la Dark Romance, le Young Adult, le New Adult, la New Romance, la romance steministe  ou la Romantasy et bien d’autres ont également été inventés et adoptés ces dernières années.  

### Réécritures et redécouvertes
Certains genres littéraires, bien qu'ils soient déjà reconnus, font l'effet d'une vague de (re)découverte par les jeunes et actifs sur l'application.
La Fantasy est très présente sur la plate-forme, grâce à ses nombreux sous-genres et : Un palais d'épines et de roses par Sarah J. Maas en est le parfait exemple, comme Fourth Wing écrit par Rebecca Yarros ou encore Le chant d’Achille de Madeleine Miller, réécriture de certains évènements de la guerre de Troie . Dans ce genre, le monde principal n'est pas celui des lecteurs, mais un univers entièrement imaginé par l’auteur. La magie occupe une place centrale et fait alors partie intégrante de la vie quotidienne des personnages. Ainsi, des créatures telles que des fées, des elfes et d'autres êtres pouvant être mythologiques ou totalement inventés font partie du paysage familier. Ce monde, entièrement fictif ou inspiré de réalités tangibles, mêle l’imaginaire à des éléments issus de notre propre univers.
À ne pas confondre avec la Fantasy, le Fantastique est un genre où la magie existe, mais dans le monde réel; perçue comme anormale, elle perturbe l'ordre du monde réel. Certains exemples sont maintenant considérés comme des incontournables de la littérature Young Adult: Twilight de Stephenie Meyer ou The Vampire Diaries par L. J. Smith, aussi connus et jugés "culte" ou "saga phénomène" par la génération Z pour leurs adaptations cinématographiques.
La science-fiction, elle, diffère de la dystopie en ce qu'elle se concentre sur des futurs technologiques, souvent liés à l'espace, et est expliquée par des principes scientifiques. Ce genre se trouve dans des livres comme Ready Player One écrit par Ernest Cline ou encore Dune de l'écrivain Frank Herbert également connus pour leurs adaptations au cinéma,.

## Enjeux sociaux
Bien que le BookTok regorge de critiques sur divers sujets, certaines sont redondantes comme la dark romance, ce qui est étonnant car c’est l’un des genres les plus recommandés sur la plateforme. On reproche[style à revoir] notamment à ces livres de romantiser des relations entre des femmes bien souvent soumises à leur partenaire qui affiche avec elles un comportement violent et condescendant,. On peut notamment citer[style à revoir] Captive de Sarah Rivens, qui est sûrement le livre de dark romance le plus connu avec près de 91 milliards de vues dans le monde, racontant l’histoire d’une femme vendue par une organisation criminelle et qui est attirée par son ravisseur, qui la blesse pourtant psychologiquement et physiquement.
Une critique également adressée à ce genre, mais aussi sur les livres traitant de violences romantisées ou non, est le manque d’encadrement des parents ou des maisons d’édition sur l’âge des acheteurs,. En effet, aucune mesure n’est prise pour empêcher l’achat de certains livres, traitant de sujets lourds, par des mineurs malgré les effets que cela pourraient avoir sur leur psyché et notamment sur leur vision du monde et des relations. Les Booktokeurs, comme @enzoreads, appellent à une régulation et font énormément de prévention sur leurs comptes pour attirer l’attention des parents.
Enfin, il arrive parfois que certains influenceurs fassent un appel au boycott. C’est ce qui est arrivé lors de l’adaptation en film du livre Jamais plus de Colleen Hoover par le réalisateur Justin Baldoni. Le film est assez fidèle au livre et raconte une histoire d’amour entre une jeune fleuriste et un neurochirurgien et « explore leurs relations sur fond de violence conjugale ». Comme beaucoup de livres sur la plateforme, le roman a connu un regain de popularité quelque temps après sa sortie et a atteint les 8 millions d’exemplaires vendus en 2024, menant à son adaptation en film. Celui-ci est alors accusé de romantiser la relation entre les deux partenaires, soulevant l’indignation de beaucoup de survivantes de violences domestiques, témoignant sur les réseaux. Mais c’est surtout sur l’auteure du livre sur laquelle l’attention s’est ensuite portée. Sur Instagram, le compte de l’autrice Colleen Hoover a fait l’objet de vives critiques de la part de certains fans, qui l’accusent de contribuer à la banalisation des violences conjugales en associant son ouvrage à des opérations promotionnelles jugées superficielles. Elle est devenue l’une des auteures les plus connues mais aussi l’une des plus controversés, si ce n’est la première, « Colleen Hoover est autant aimée que détestée ». En 2023, l’auteure a annoncé la création d’un livre de coloriage qui contiendrait des lieux emblématiques du roman, accompagnés de citations. Cette décision a cependant été grandement critiqué au point qu’à peine 24 heures après l’annonce, l’auteure a annoncé renoncer à son projet.
D’autres auteurs sont concernés par ces appels au boycott ou par ces polémiques sur les idées véhiculées dans leur roman tel Sarah J. Maas. Lorsque l’on recherche son nom dans la barre de recherche de TikTok, les premiers résultats affichés sont des mots tels que « problématique » ou « controversy ». Les lecteurs du BookTok se sentent concernés par ces controverses et veulent s’informer avant d’acheter tel ou tel livre. La face dites «polémique» du BookTok fait partie intégrante de l’hashtag, au même titre que les recommandations de livres, et, à plus grande échelle, a un impact sur les ventes des livres.

## Impacts sur les ventes de livres
Au regard de l'engouement créé par le phénomène (plus de 180 milliards de vues et 32 millions de vidéos récoltées), il est évident que le BookTok influe, dans une certaine mesure, sur les ventes de livres. En effet, ceux qui connaissent une popularité notable au sein de la communauté littéraire jouissent d'un chiffre de vente éminent. Selon une étude de l'Association des éditeurs, « 59 % des jeunes de 16 à 25 ans interrogés déclarent que BookTok les a aidés à se découvrir une passion pour la lecture. » C'est pourquoi, les maisons d'édition s'intéressent de plus en plus au phénomène : nombre d'entre elles se sont mises à TikTok en créant leur compte, comme Hachette ou Pocket Jeunesse qui cumulent des milliers de followers. En plus d'atteindre un nouveau public, un succès sur l'application peut s'imposer comme un argument marketing de taille; les étagères « BookTok » pullulent désormais chez les libraires.
En 2023, le réseau social est même devenu le partenaire du Salon du livre de Paris. Le directeur général de l'événement a déclaré à ce sujet : « Alors que la prescription numérique prend une place inédite dans le choix de lecture des plus jeunes, nous nous félicitons de ce partenariat majeur avec TikTok ! Ce partenariat consacre une nouvelle étape dans la médiatisation des ouvrages et des auteurs ». Ainsi, le phénomène se légitimise au sein des professionnels du secteur.
Toutefois, si les ouvrages promus par l'application trouvent généralement leur origine dans la publication numérique, le BookTok a aussi permis la réhabilitation d'œuvres plus anciennes, peu connues à leur édition. Une étude américaine affirme que « les titres publiés en 2018 ont augmenté leurs ventes de 812 % entre juin 2019 et juin 2022. » C'est le cas du roman Et ils meurent tous les deux à la fin de Adam Silvera, qui, à sa publication en 2018, ne s'est écoulé qu'à 7 000 exemplaires, jusqu'à ce que BookTok s'en mêle et fasse décoller les ventes à plus de 100 000 exemplaires.

## Enjeu de communication et de marketing
Au vu de l’engouement et de ce qu’apporte le BookTok d’un point de vue commercial, il apparait évident que les maisons d’édition se saisissent du phénomène. D’abord, les maisons d’édition s’adaptent aux nouvelles tendances et créent leur propre compte TikTok afin de cibler un public jeune. C’est le cas de maisons d’édition comme les éditions Hachette ou les éditions Gallimard.
Le principal atout de BookTok réside dans le fait que ce sont des lecteurs qui s’adressent à des lecteurs. Un phénomène de proximité et un lien de confiance se crée. En effet, les influenceurs livresques dits BookTokeurs, sont avant tout des passionnés de littérature qui transmettent leurs coups de cœur, comme @lesouffledesmots, @templedumanga ou encore @lectrice_a_plein_temps.
Elsa White, éditrice chez Robert Laffont, évoque l’essor des ventes du roman Et ils meurent tous les deux à la fin causé par une vidéo[pas clair] d’un utilisateur montrant son émotion après sa lecture. Elle dit notamment : « Un des éléments qui se retrouve dans toutes les vidéos BookTok, c’est l’émotion. Beaucoup de vidéos représentent des lecteurs en train de pleurer, ils expliquent à quel point ce livre les a détruits émotionnellement, et c’est vraiment ce que recherchent les lecteurs sur TikTok : des livres qui vont les bouleverser ».
Fanny Ruph, éditrice du groupe Editis explique que s’il existait déjà des communautés littéraires sur d’autres réseaux sociaux, c’est bien TikTok qui permet de mesurer de façon extrêmement précise l’impact sur les ventes. Selon elle, ce réseau social devient un « élément essentiel dans l’édition » et un fabuleux prescripteur. Le groupe Editis pour sa part, mise sur des partenariats avec des influenceurs spécifiques : « Ce qui compte dans tous les cas, c'est qu'il y ait une vraie affinité entre l'influenceur et le livre qu'il va défendre. Si on fait de la simple publicité, ça ne marche pas. Nous créons des relations privilégiées avec certains influenceurs qui ont un vrai intérêt pour une thématique. »
Un autre phénomène surprenant s’observe puisque même les auteurs et autrices s’emparent de ce réseau pour se former une communauté et motiver les maisons d’édition à publier leur ouvrage. Le cas le plus emblématique est celui de l’autrice Alex Aster qui publie en mars 2021 une courte vidéo dans laquelle elle écrit « Liriez-vous un livre sur une île maudite qui n’apparait qu’une fois tous les 100 ans pour accueillir un jeu permettant aux six souverains du royaume de briser leurs malédictions ? ». La vidéo crée un engouement majeur à tel point qu’une semaine plus tard, Aster signe un contrat d’édition, alors même qu’elle avait auparavant essuyé une douzaine de refus.